# Giovanni di Wallingford
Giovanni di Wallingford, conosciuto anche come Giovanni de Cella (... – Abbazia di St Albans, 1214), è stato un monaco cristiano inglese.

## Biografia
Fu abate dell'abbazia di St Albans (nell'Hertfordshire) dal 1195 al 1214.
In precedenza era stato priore della Holy Trinity Priory a Wallingford, che dipendeva da St Albans. Aveva studiato a Parigi e fu considerato un grande grammatico, poeta e fisico.

### Cronaca di Giovanni di Wallingford
Fu anche autore di una della Chronica Joannis Wallingford, che andava dal 449 al 1036 e che, tra le altre cose, narrava il massacro dei Vichinghi il giorno di san Brizio nel 1002, durante il regno di Etelredo II d'Inghilterra.